# Össur Brynjólfsson
Össur Brynjólfsson (n. 870), fue un vikingo y bóndi de Völlur, Breiðabólstaður í Fljótshlíð, Rangárvallasýsla en Islandia. Era hijo del goði Brynjólfur Þorgeirsson. Össur es un personaje secundario de la saga de Fljótsdæla, y la saga de Njál. Se casó con la noruega Sigríður Skjóldólfsdóttir (n. 875) de Bergla, y fruto de esa relación nació Bersi Össursson.